# Diego Rodríguez (matemàtic)
 Diego Rodríguez  (Ciutat de Mèxic; 1569 - 1668) fou un matemàtic, astrònom i innovador tecnològic mexicà. És un dels personatges més importants del període d'il·lustració científica que es va viure Mèxic en la segona meitat del segle xvii. Va tenir gran influència sobre la comunitat científica que va aparèixer en aquest període.

## Estudis
El 1613, va ingressar com a frare a l'orde de la Mercè i el 1620 va iniciar els seus estudis astronòmics i matemàtics. Va ser tan destacat que el claustre de la Universitat Reial i Pontifícia ho va triar per ocupar la primera Càtedra d'Astrologia i Matemàtica, el 1637. Nombrosos metges, enginyers i agrimensors van ser beneficiaris de les seves modernes ensenyaments. A més, va participar en moltes obres d'enginyeria importants per a la Ciutat de Mèxic, com la construcció dels campanars de la catedral o el gran desguàs que va ajudar a prevenir les grans inundacions que ocorrien sovint a la ciutat.

## Contacte amb la ciència moderna
El pare Rodríguez mostra en els seus escrits una desvinculació entre les ciències exactes i la metafísica i la teologia. La comunitat científica encapçalada per ell a Mèxic va acceptar aquests canvis radicals uns 30 anys abans que ho fessin els seus col·legues espanyols. Aquest avantatge es deu, en part, al fet que els llibres de ciència moderna provinents de països protestants, eren rebutjats pels censors d'Espanya, de manera que els llibreters, per no perdre les seves inversions, els enviaven de contraban a Amèrica. Melchor Pérez de Soto, membre de la comunitat encapçalada per Fra Diego i mestre major d'obres de la catedral, va patir un procés inquisitorial gràcies al qual va arribar fins als nostres dies el catàleg de la biblioteca, amb més de 1660 volums, molts dels quals tractaven sobre ciència moderna de l'Europa contemporània, juntament amb molts altres de contingut tradicional.

## Obra
Fra Diego va escriure nombroses obres, algunes d'elles veritables aportacions revolucionàries a les matemàtiques (com el seu extens tractat sobre logaritmes), l'astronomia i l'enginyeria, a més de tractats tecnològics, com el que tracta de la construcció de rellotges necessaris. Moltes d'aquestes obres van ser desenvolupades per als seus propis cursos a la universitat, altres van ser fetes per recolzar les seves pròpies investigacions, com el tractat per a la predicció i mesura exacta dels eclipsis, que seria fonamental per al càlcul precís de les posicions geogràfiques (longituds), ja que un eclipsi permet sincronitzar l'hora en què es va registrar el succés en diferents llocs geogràfics. Això i els seus treballs per al perfeccionament dels rellotges li van permetre mesurar la posició de la Ciutat de Mèxic amb una exactitud més gran que la que va realitzar segle i mig més tard i amb millors mitjans, Alejandro de Humboldt. El seu notable alumne peruà i actiu corresponsal, Francisco Ruiz Lozano, va usar la mateixa tècnica per mesurar la posició del seu natal Lima, Perú.
És curiós que tantes i tan valuoses aportacions d'un sol personatge i els seus alumnes no hagi deixat molta empremta en la memòria històrica més enllà de les seves aplicacions per a les necessitats de la colònia. Els seus mètodes de càlcul de posicions no van ser usats pels navegants espanyols, els qui haurien obtingut gran profit d'ells. La majoria dels escrits de fra Diego van quedar manuscrits. A la colònia era molt difícil imprimir-los, no només pels alts costos sinó perquè ni tan sols existien els tipus especials per a, per exemple, la notació matemàtica de llavors, i sobretot no hi havia el mercat que ho justifiqués. Per aquesta raó alguns d'aquests manuscrits van ser enviats a Espanya, però allà no hi va haver més interès i van ser francament desdenyats. A la mort de fra Diego, el 1668, la major part dels seus manuscrits van quedar sepultats a la biblioteca del seu orde i la resta es van dispersar en col·leccions privades o es van perdre irremeiablement.
Els successors immediats de fra Diego en la càtedra de matemàtiques i astrologia van tenir períodes curts i poc interessants, fins que finalment va prendre possessió el següent personatge insigne de l'època: senyor Carlos de Sigüenza y Góngora.